# 三重会館
三重会館（みえかいかん）は、三重県津市にある合同ビル。みずほ銀行津支店、三重交通及び三重交通グループホールディングス本社、三交旅行旅行センターなどが入る。三重交通のバスターミナルがあり、津市中心部のランドマークにもなっている。

## 概要
三重会館内にあった津中央郵便局は現在、三重会館の隣にある5階建ての独立したビルになっている（郵便局とは1階部分に直接連絡する自動ドアがあり建物外に出なくとも行き来できる）。
東海テレビ放送、東海ラジオ放送（発祥の地で前身の近畿東海放送時代は本社、現在は東海テレビ放送三重支社に集約）の三重支社・支局がある。他のマスメディアは、同じ津市内のアスト津（津駅前の大型ビル）に三重支社を置いているパターンが多い。

## 歴史
1954年（昭和29年）に創業10周年を迎えた三重交通では、本社ビルを建設する案が浮上し、当時の郵政省および日本勧業銀行（現・みずほ銀行）と合同で建設することになった。これは津中央郵便局の建て替え検討の計画が公となった際に当時の青木理三重県知事をはじめとする三重県民からの強い要望に郵政省が応じたもので、同じ敷地にあった日本勧業銀行も参画し、一志郡久居町に疎開していた三重交通の津への復帰事業を兼ねて建設が行われた。そして1956年（昭和31年）6月に地上5階・地下1階建の三重会館が完成、6月29日に竣工式を挙行した。これは、日本初の官民合同ビルであり、設計は東畑建築事務所が担当した。同年7月1日から営業を開始し、三重県初のエスカレーターを備えたビルは物珍しさから多くの見物客を集め、小学校の社会科見学の場ともなった。当時2階は近鉄ストア、3階は中部日本新聞社（現・中日新聞社）津支局や三重県内の政財界の要人が利用した「三重クラブ」などの事務所・店舗とカルチャーセンター、5階は結婚式場と志摩観光ホテル経営のレストランが入り、屋上には展望台、テラスではビアガーデンが開かれ、エレベーターにはエレベーターガールが乗務していた。しかしモータリゼーションの進展に伴う駐車場不足や施設の老朽化を背景に商業機能の撤退が進み、解体前にはオフィス機能にほぼ特化したビルとなった。
1998年（平成10年）11月から建て替え工事を開始し、2000年（平成12年）2月15日に新しい三重会館が竣工した。テナントの多くは旧三重会館時代から利用していたオフィスであり、建て替え工事中は近隣のビルに間借りして営業していたため、新三重会館の開館による賑わい創出効果は小さかったが、津市のシンボルの復活という心理的側面では大きな影響があった。

## 三重会館前バス停
三重会館とその周辺に「三重会館前」という三重交通の一般路線バスや高速バスの乗り場が設置されている。また三重会館の入り口は3階までの吹き抜けになっており、バスの待合室として利用できる。1〜3番乗り場と夜行バス乗り場が三重会館のすぐ前に、4〜6番乗り場が国道23号を挟んで三重会館の向かい側にある津センターパレスビル前に、7番乗り場が百五銀行丸之内本部棟前に、8番乗り場が伊勢屋前に位置する。

### 1番乗り場
- 51系統 三重病院（本山前経由）
- 51系統 一身田
- 53系統 三行（道の駅津かわげ経由）

### 2番乗り場
- 06・15・16・31・32・34・35・51・65・66・91・93・95系統 津駅
- 52系統 椋本
- 52系統 豊里ネオポリス
- 52系統 サイエンスシティ
- 56系統 高田高校前

### 3番乗り場
- 06系統 白塚駅
- 32・91系統 イオン津ショッピングセンター
- 93系統 大学病院
- 武86系統 津西ハイタウン（武内病院前・津駅西口経由）平日のみ

### 4番乗り場
- 52系統 高茶屋小森南
- 52系統 米津
- 34系統 警察学校（黒木橋回り・高茶屋西経由）
- 34系統 警察学校（黒木橋回り・高茶屋西・小森上野経由）
- 34系統 警察学校（藤方回り・高茶屋西経由）
- 34系統 警察学校（黒木橋回り・里の上・小森上野経由）
- 34系統 警察学校（藤方回り・里の上経由）

### 5番乗り場
- 15系統 榊原車庫前（下村経由。一部便は、おやつタウン前も経由する）
- 16系統 榊原車庫前（上稲葉経由）
- 30系統 米津（西阿漕経由）
- 31系統 天白（乙部朝日経由）
- 31系統 米津（乙部朝日経由）
- 32系統 香良洲公園（上弁財経由）
- 35系統 空港アクセス港（津なぎさまち）（乙部朝日経由）

### 6番乗り場
- 06・51・武86・91系統 津新町駅
- 06系統 泉ヶ丘団地（緑が丘団地経由）
- 51系統 サオリーナ前（津新町駅経由）2017年10月1日より一部路線延長
- 65系統 市場（安濃総合庁舎前・安西橋経由）
- 66系統 立合（安濃総合庁舎前・経ヶ峰口経由）
- 91系統 平木（片田団地経由）
- 91系統 殿舟団地
- 93系統 片田団地（泉ヶ丘団地経由）
- 95系統 穴倉（今徳経由）

### 7番乗り場
- 西86系統 津西ハイタウン（西新町・津駅西口経由）
- 京都高速バス 京都駅八条口

### 8番乗り場
- 西86系統 津新町駅

### 夜行バス乗り場（3番乗り場北隣）
- 東京高速バス 西武バス大宮営業所（立川駅北口・バスタ新宿（新宿駅南口）・池袋駅東口、大宮駅西口経由）
- 東京高速バス 西武バス大宮営業所（YCAT（横浜駅）・池袋駅東口、大宮駅西口経由）

### その他
- ぐるっと・つーバス（循環）

## 三重会館前交差点
| 国道23号標識 | 三重県道42号標識 |

三重会館前交差点は、三重会館の南東角にある交差点。この交差点を中心に、北と南は国道23号、東は津市道のフェニックス通り、西は三重県道42号津芸濃大山田線となっている。北は名古屋・四日市方面へ、南は松阪・伊勢方面へ、東は津なぎさまち方面へ、西は伊勢自動車道津IC方面へ至る。